# Frontón (arquitectura)

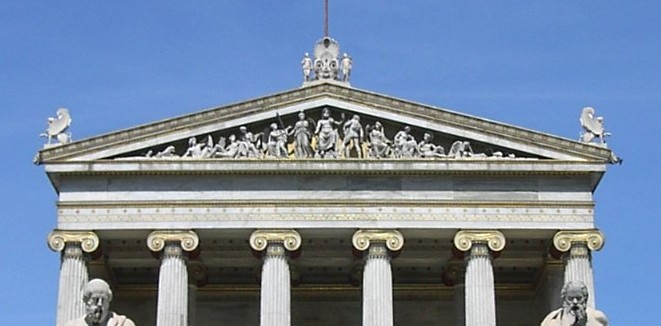
Frontón neoclásico, que reproduce el aspecto de los templos griegos de estilo jónico, en el edificio de la Academia nacional de Arte de Atenas, de Theophil Hansen, 1859-1885.

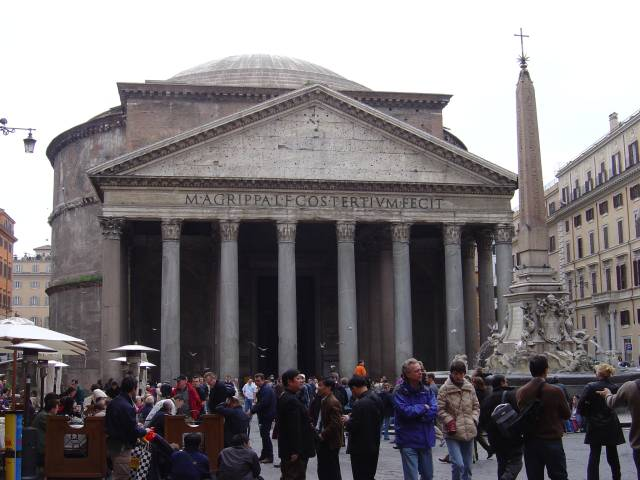
Frontón simple del panteón de Roma, 118-127 (reedificado sobre el levantado en época de Agripa, 27 a. C.).

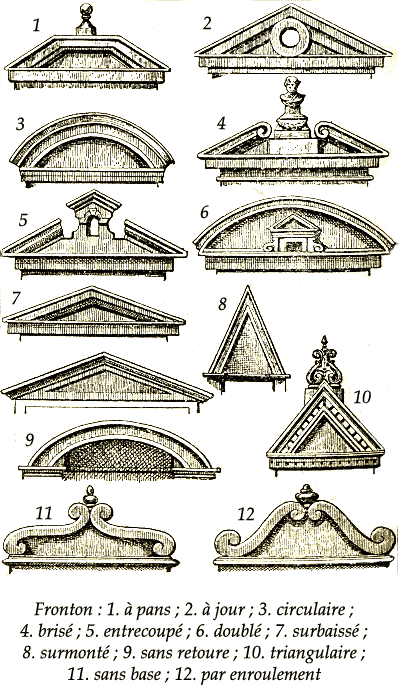
"Frontón: 1. à pans [cortado]; 2 à jour [calado]; 3. circular; 4. partido; 5. entrecortado; 6. duplicado; 7. sobrebajado; 8. sobrealzado; 9. sin vuelta; 10. triangular; 11. sin base; 12 por enrollamiento" (Larousse, 1922).

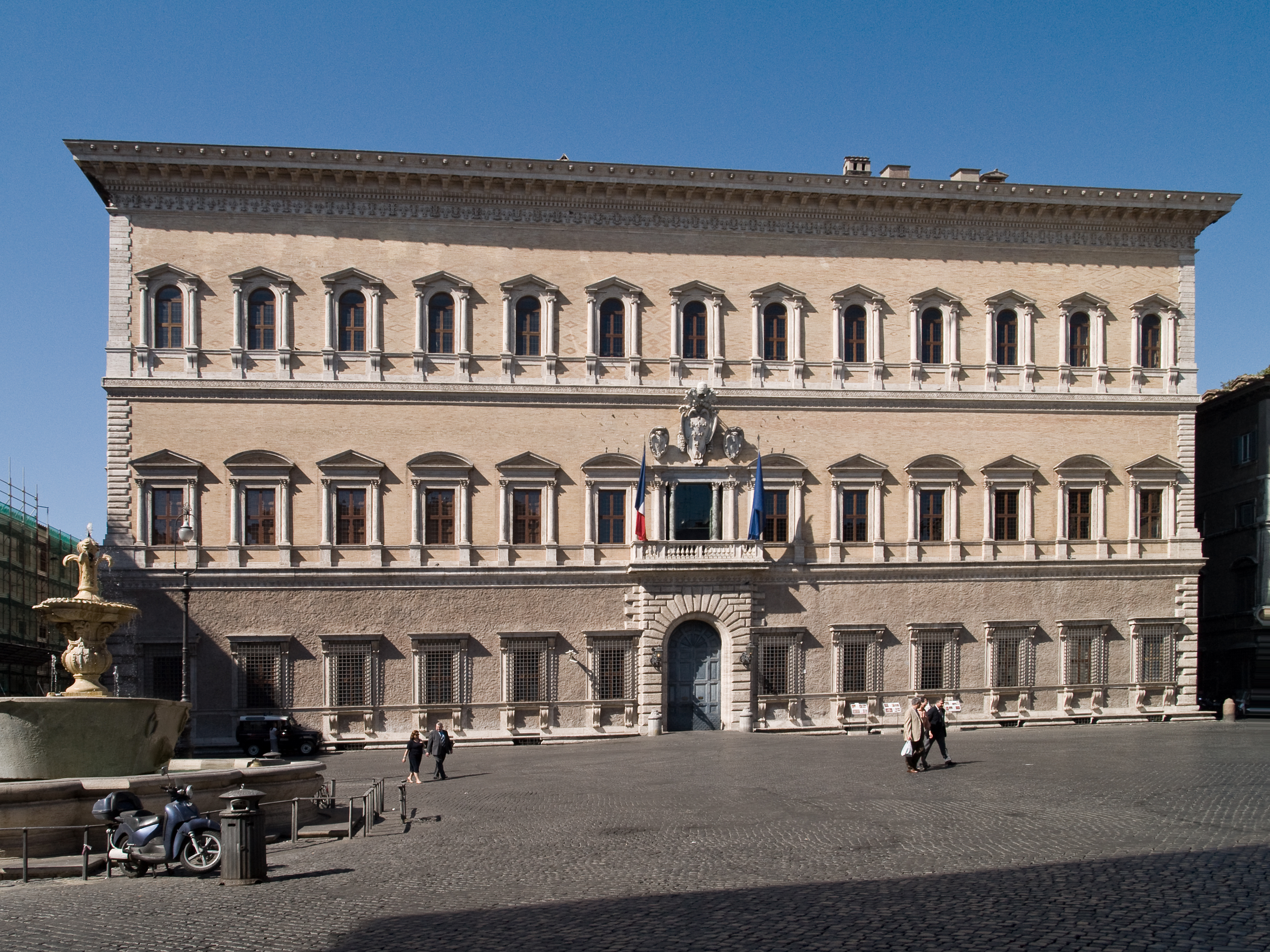
Frontones renacentistas: sobre las ventanas de la planta noble del Palazzo Farnese, de Antonio da Sangallo el Joven y Miguel Ángel, 1514-1549, se alternan los frontones clásicos con frontones curvos cuya curvatura es un arco de igual altura. Los frontones de la planta superior están rotos por la cornisa.

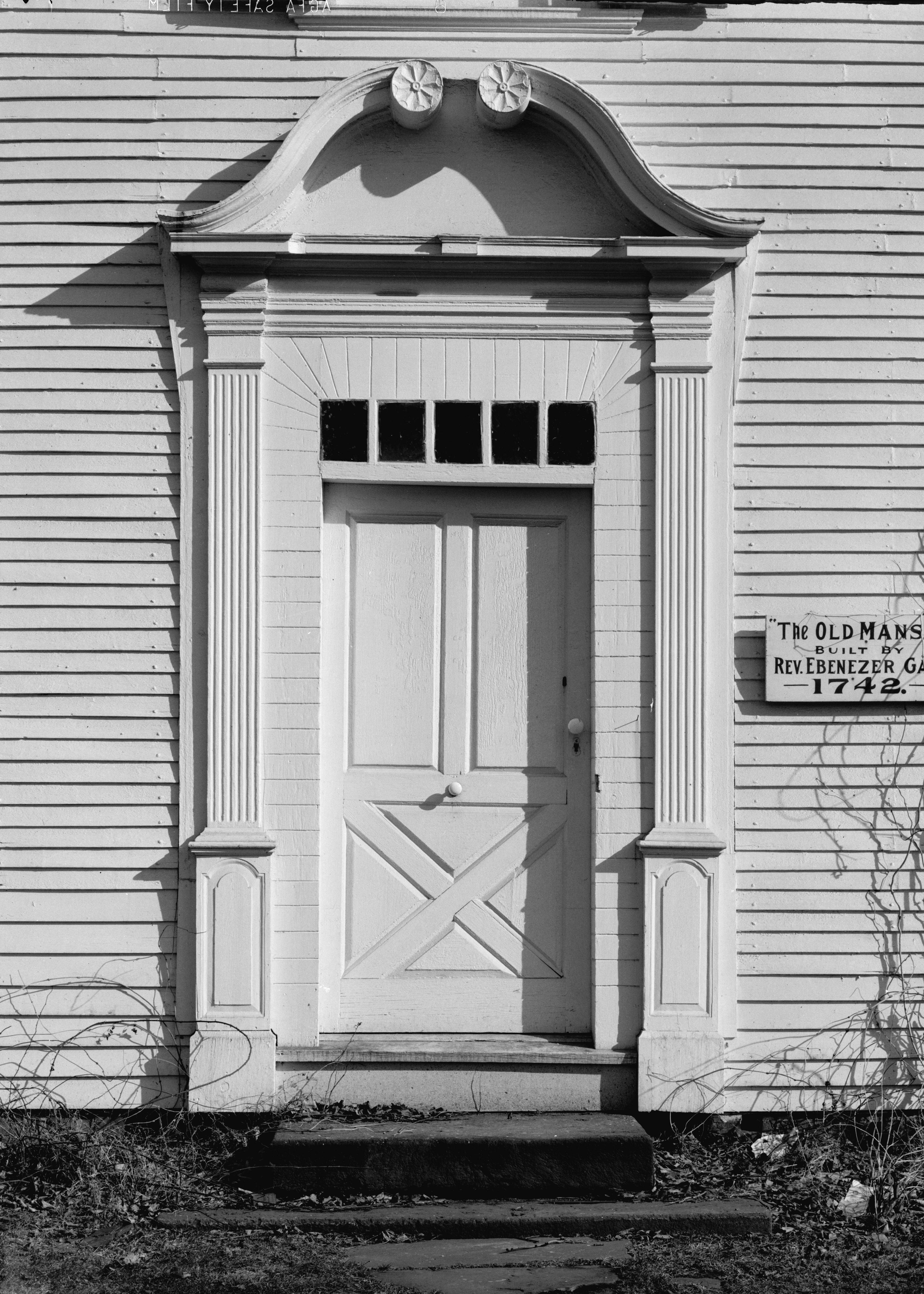
Frontón de la puerta de la Casa del Reverendo Ebenezer Gay, 1742 (Suffield, Connecticut, Estados Unidos).

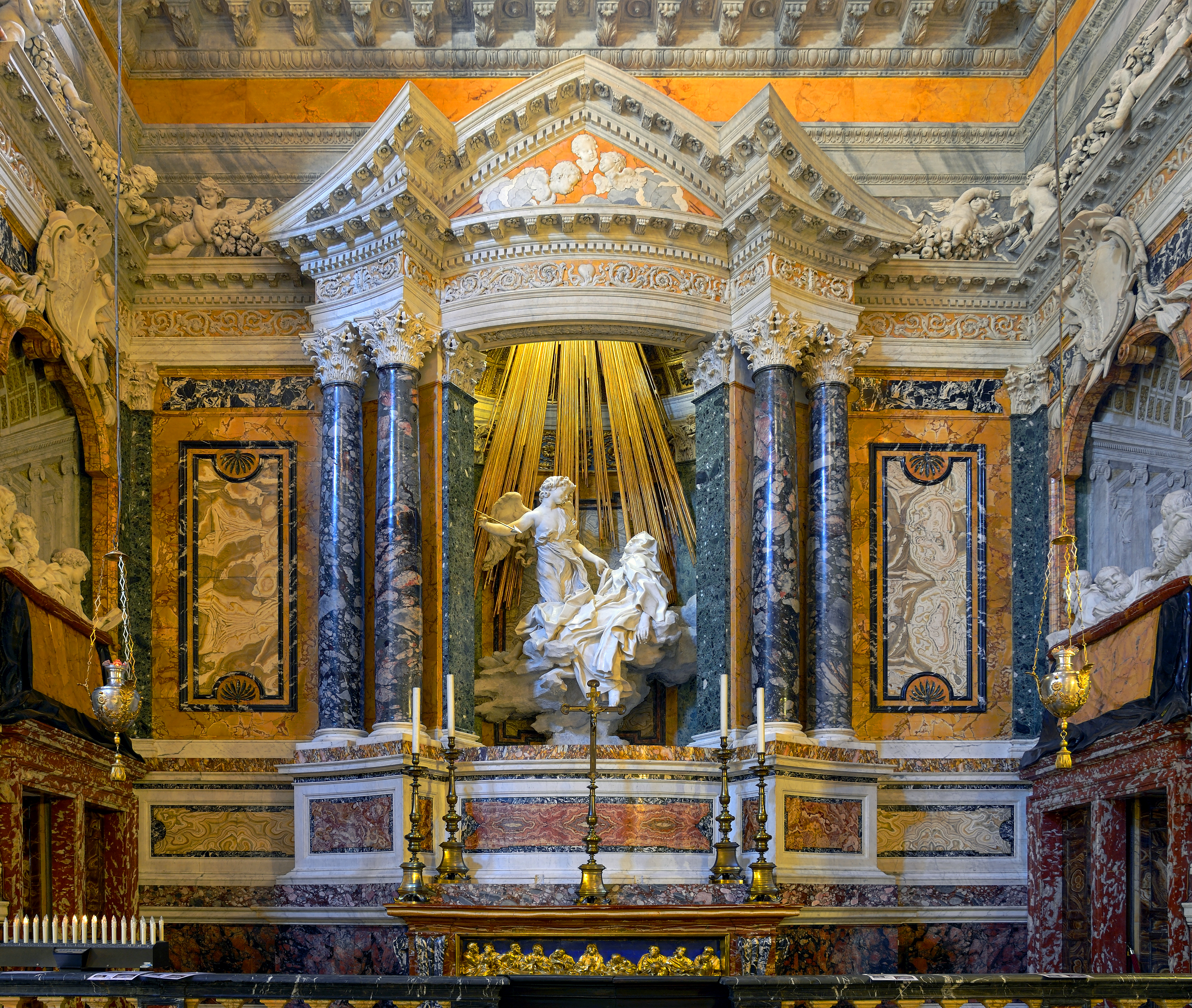
Fronton complejo, de estilo barroco, sobre el edículo de la Capilla Cornaro, de Bernini, 1644-1652.

Frontón (aumentativo de "fronte" —"frente"—) es el remate triangular o curvo de una fachada, un pórtico, una puerta o una ventana. También es denominado "frontis" o "frontispicio", aunque estos términos son más genéricos, refiriéndose habitualmente a una fachada completa.
Es un elemento arquitectónico de origen clásico que consiste en la sección de un tejado a dos aguas, enmarcado por las cornisas (dos inclinadas y una horizontal) y dispuesto sobre el entablamento (que a su vez descansa sobre las columnas). Su parte interior se denomina tímpano.
Se encuentra en la arquitectura clásica, notablemente en los templos griegos y romanos, donde servía como fondo para la colocación de grupos escultóricos que mostraban escenas de la mitología griega o romana. El principal ejemplo fue el Partenón de la acrópolis de Atenas.
Como elemento arquitectónico fue de nuevo muy utilizado a partir de la arquitectura del Renacimiento, del Barroco y del Neoclásico. A menudo era acompañado por tondos o medallones ubicados en mitad del frontón.
Como elemento decorativo en templos pequeños, el frontón se ubicaba sobre la entrada y era llamado naiskos o aedicula. Se los encuentra frecuentemente en la arquitectura funeraria.

## Tipos de frontón
Según el ángulo superior
- Frontón aguzado. Aquel cuyo ángulo superior es muy agudo.
- Frontón rebajado. El muy achatado cuyo ángulo superior está más abierto que el recto. La mayor parte de los templos clásicos cuya longitud de fachada era a veces considerable, terminaban entonces en este tipo de frontón.
- Frontón triangular. El que tiene la forma de un triángulo equilátero. Esta forma así como la del frontón aguzado se han empleado con frecuencia por los arquitectos del Renacimiento, habiendo gran número de palacios de esta época que poseen lucernas con frontones triangulares o aguzados.

Frontones curvos
- Frontón circular. Aquel cuya cornisa está trazado siguiendo un arco de círculo. En los siglos XVII y XVIII, sobre todo, se hacían frecuentes aplicaciones de esta forma de frontón.
- Frontón por volutas. Aquel cuyas cornisas se enrollan formando ménsulas que tiene por punto de apoyo la cornisa horizontal.
- Frontón sin vuelta. Aquel en el cual las molduras o la cornisa horizontal no están perfiladas conforme a la techumbre.

Frontones de líneas interrumpidas
- Frontón partido. Aquel cuyas cornisas laterales se enrollan en volutas o se cortan a cada lado del eje del mismo de suerte que dejan un espacio en que a veces se eleva un pedestal destinado a sostener un busto o una estatua.
- Frontón sin base. Aquel cuya cornisa inferior está suprimida o interrumpida.
- Frontón cortado o frontón recortado. Aquel cuyo vértice queda cortado. Su parte superior está formada por dos cornisas oblicuas y una horizontal. Por lo común estos frontones están decorados por la parte superior con un motivo que remata.
- Frontón entrecortado. Aquel cuya parte superior está interrumpida para recibir un vaso, una estatua, un busto u otro motivo ornamental.
- Frontón doble. Se llama así al elemento formado por dos frontones inscritos uno en otro, el mayor sirviendo de coronación a un entablamento y el más pequeño, sirviendo de coronación a una abertura o a un motivo ornamental aplicado sobre el tímpano mayor.
- Frontón calado. Aquel cuyo tímpano está perforado con una abertura en la cual resalta un motivo de ornamentación que encuadra un ojo de buey.

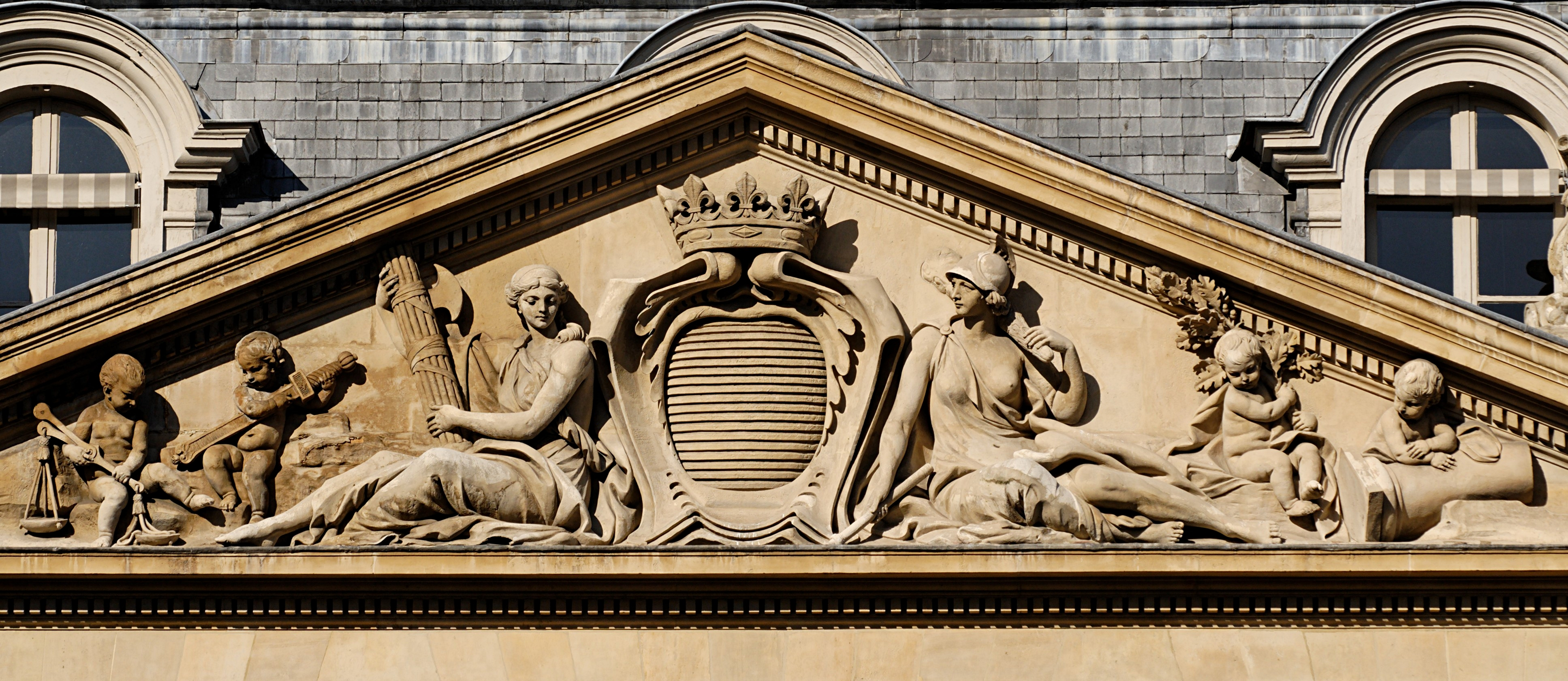
Frontón rebajado
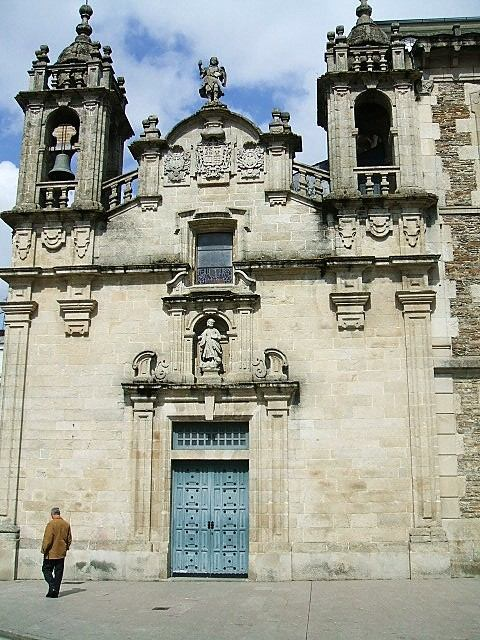
Frontón circular
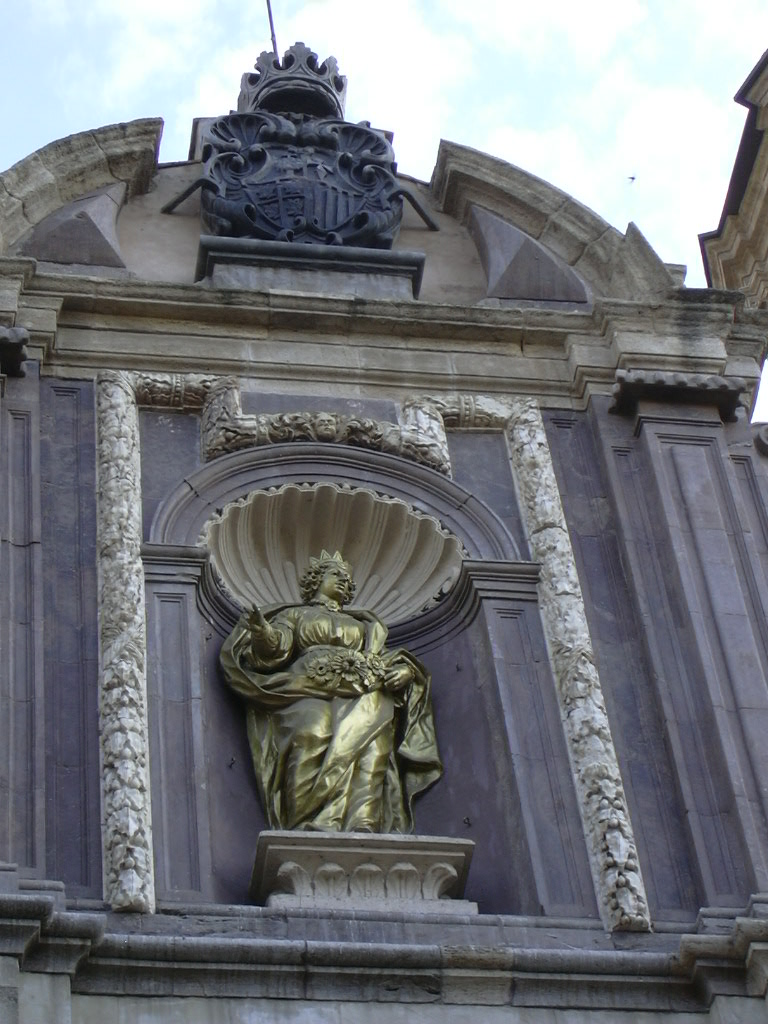
Frontón entrecortado
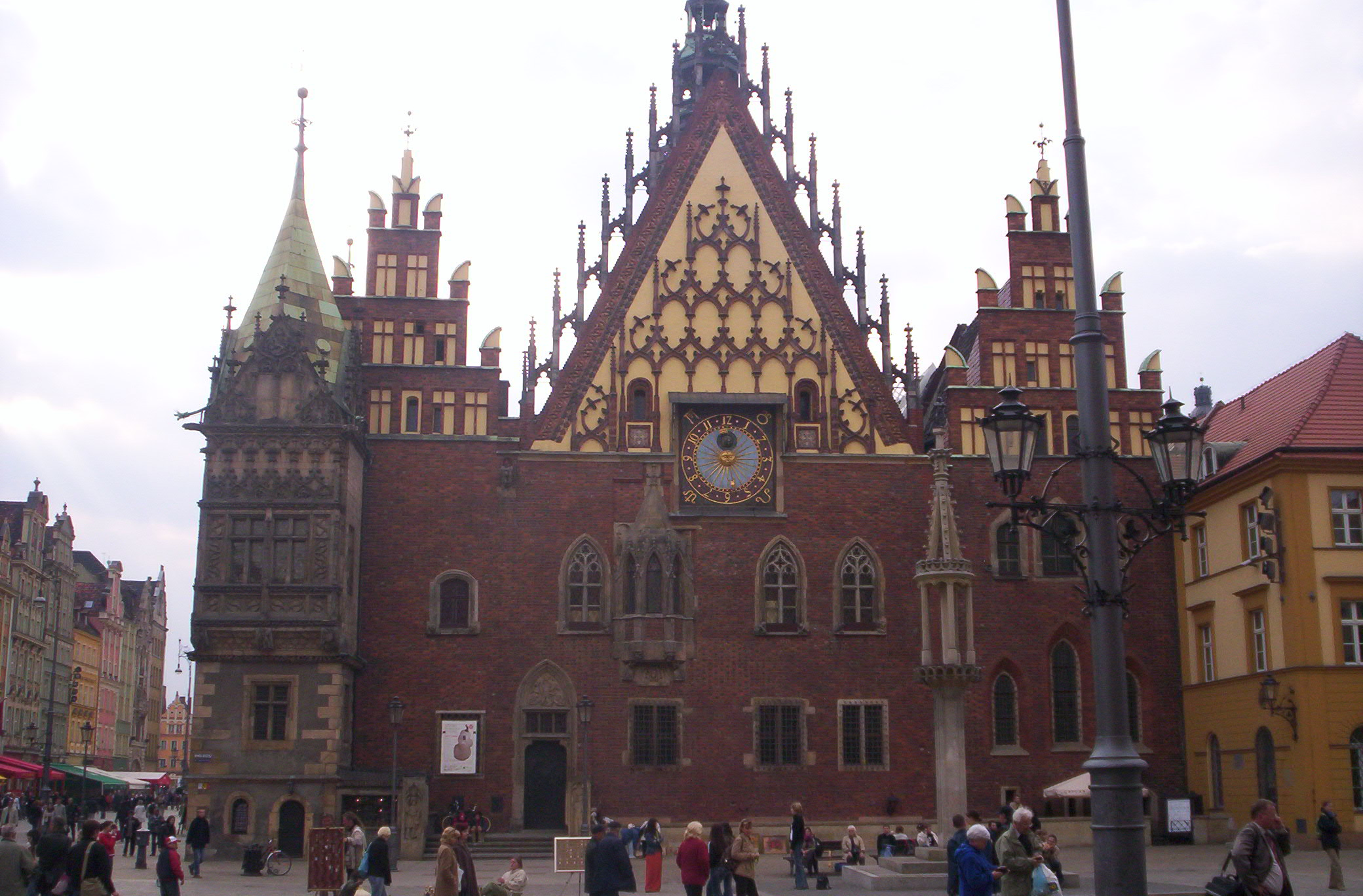
Frontón aguzado

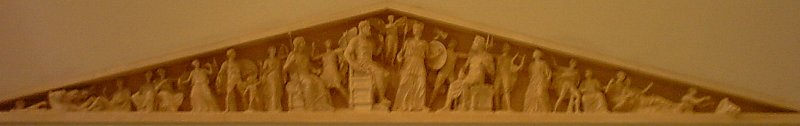
Reconstrucción del frontón oriental del Partenón.
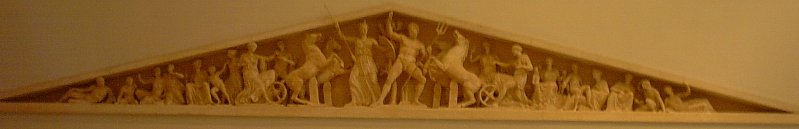
Reconstrucción del frontón occidental del Partenón.

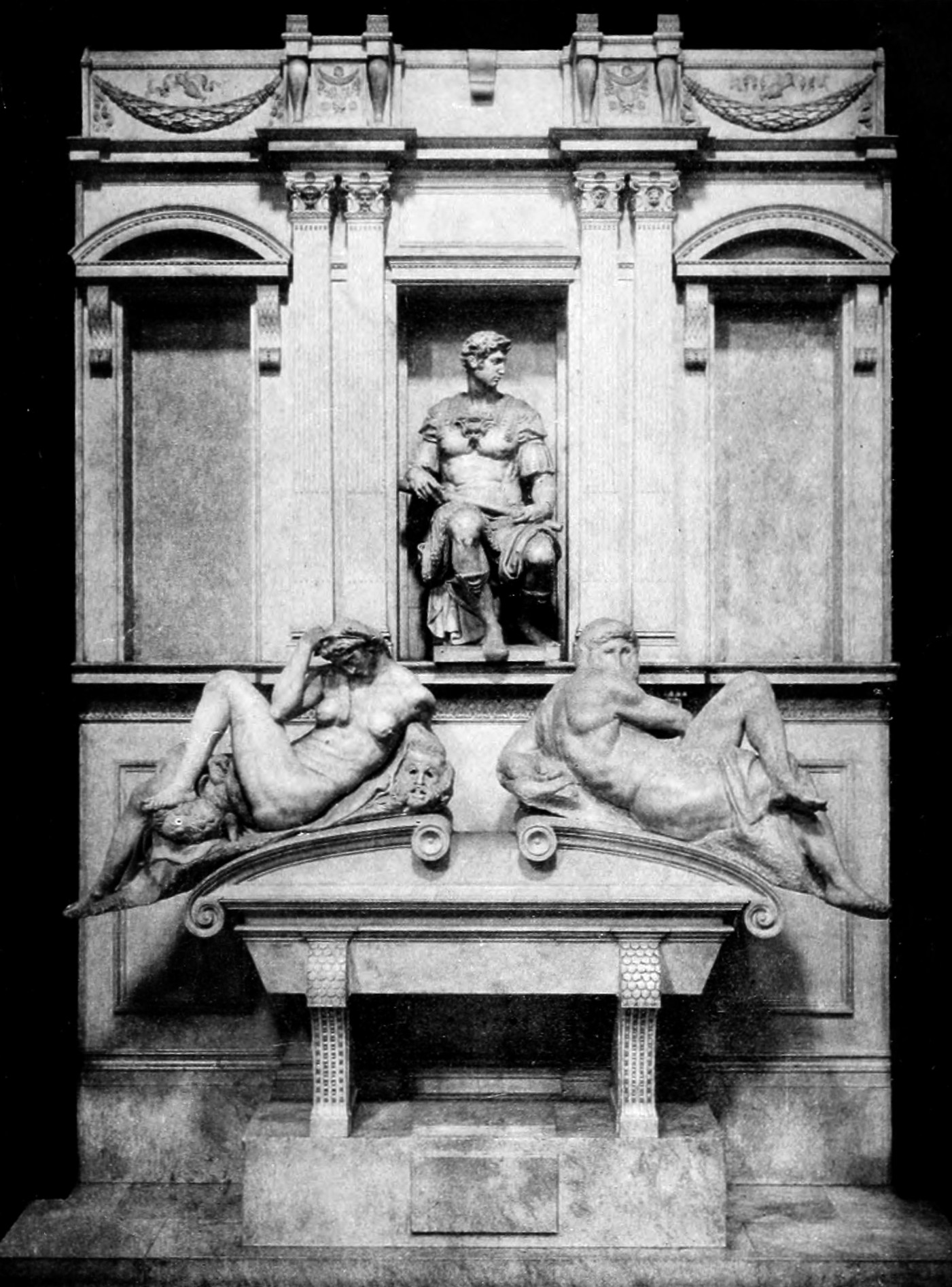
Tumba de Giuliano de Medici, Miguel Ángel, Sagrestia Nuova de San Lorenzo (Florencia).
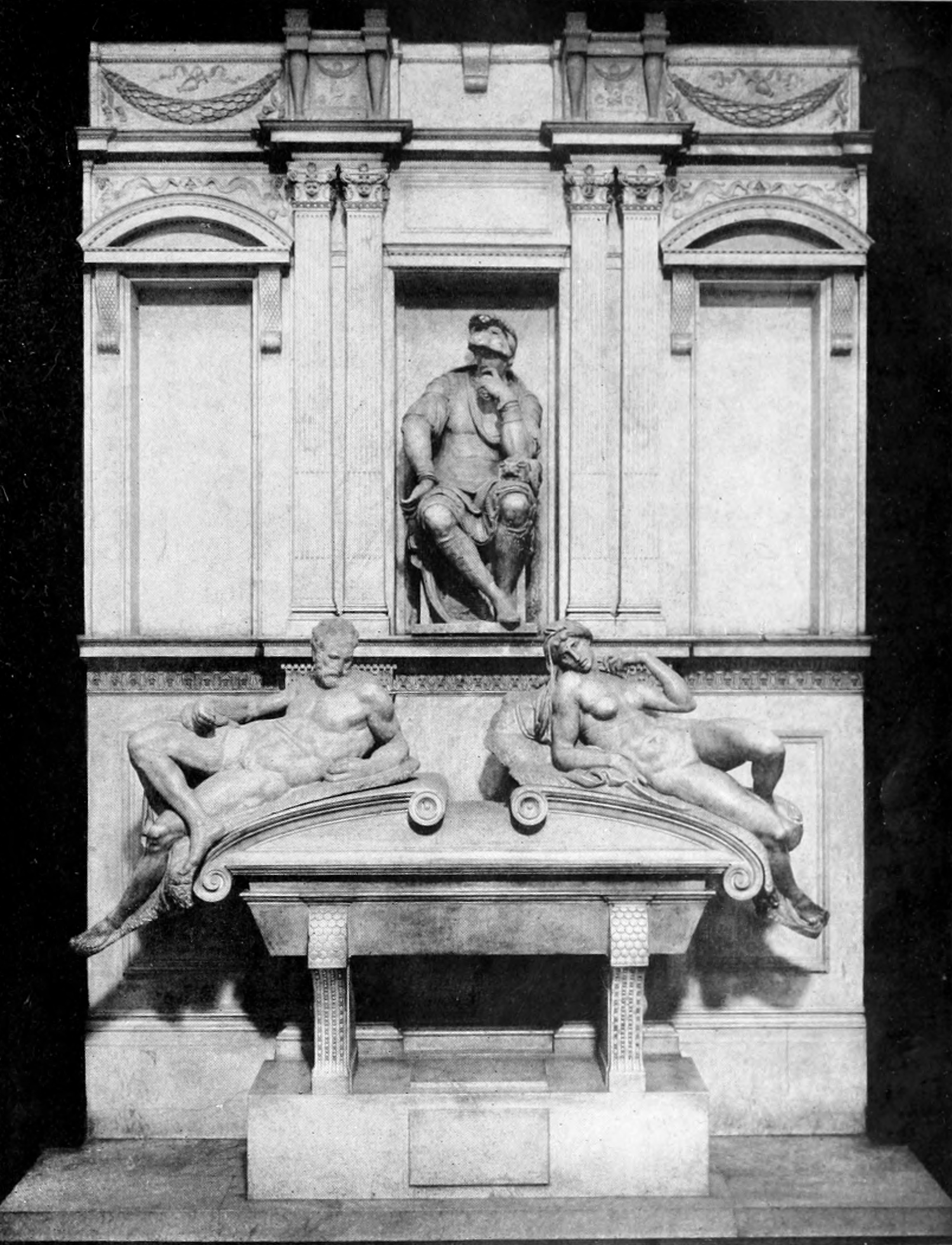
Tumba de Lorenzo de Medici, ídem.